# منتزه سيدار آيلاند الحكومي
منتزه سيدار آيلاند ستيت، هو منتزه يقع في بلدة هاموند في مقاطعة سانت لورانس، نيويورك تبلغ مساحتها 10 أكر (4.0 ها). يضم المنتزه نصف جزيرة سيدار، وتقع في خليج تشيبيوا في نهر سانت لورانس، وهي جزء من منطقة جزر الالفية. وما تبقى من الجزيرة مملوك للقطاع الخاص. أنشئى المنتزه في عام 1898 كجزء من محمية سانتض لورانس.

## وصف المنتزه
لا يمكن الوصول إلى منتزه سيدار آيلاند الحكومي إلا بالقارب. يوفر المنتزه مرسى السفن وصيد الأسماك وصيد الطيور المائية الموسمية والأجنحة وطاولات النزهة ومخيمًا به 18 موقعًا للخيام.

## روابط خارجية
- متنزهات ولاية نيويورك: حديقة ولاية جزيرة سيدار